# جيسون باكاشيهوا
جيسون باكاشيهوا (من مواليد 20 سبتمبر 1982) هو حارس مرمى أمريكي سابق في لعبة هوكي الجليد. لعب 38 مباراة في دوري الهوكي الوطني مع فريق سانت لويس بلوز خلال موسمي 2005-2006 و2006-2007. أما بقية مسيرته التي استمرت من عام 2002 إلى 2022، فقد قضاها في الدوريات الأدنى ثم في عدة دوريات في أوروبا وآسيا. وعلى الصعيد الدولي، لعب باكاشيهوا مع المنتخب الأمريكي في بطولتي العالم 2006 و2007.